# 邦芳王
邦芳王（くにかおう、1880年（明治13年）3月18日 - 1933年（昭和8年）6月1日）は、明治から昭和にかけての皇族。伏見宮貞愛親王第2王子、母は利子女王（有栖川宮幟仁親王第四王女）。

## 生涯
伏見宮貞愛親王には4人の子があり、うち第2王子の邦芳王と第3王子の昭徳王（1883年、1歳で薨去）が正妃利子女王との子であった。1886年（明治19年）3月22日から学習院に通学した。1892年（明治25年）7月21日、学習院卒業証書授与式において初等学科卒業証書を授与された。
高松宮宣仁親王が後に伝え聞いた話として、少年期は陸軍幼年学校にも入学していたが、後に病を発症した。邦芳王が「不治の病」を患ったことがきっかけで、昭徳王薨去以降、精神が沈みがちであった母の利子女王（1927年薨去）は「脳の病」を発症するに至った。
1904年（明治37年）、「不治の病」を理由とした請願により邦芳王は廃嫡され、異母兄で華頂宮を継承していた華頂宮博恭王一家が伏見宮に復籍して後継者とされた。同時に、華頂宮は博忠王が継承した。
1933年（昭和8年）4月24日から発熱や食欲減退や倦怠感が続き肝臓癌と診断を受ける。5月中旬以降衰弱し、中野区小淀町の伏見宮別邸にて6月1日午後0時25分に薨去した。薨去と同日付で、勲一等旭日桐花大綬章を受章している。
同年6日、豊島岡墓地にて葬儀が営まれ、喪主は博義王が務めた。
薨去に際し、朝日新聞は「御幼少より御病弱のため専ら御静養遊ばされてゐた」と紹介した。なお、満20歳になった1900年（明治33年）3月から薨去する1933年（昭和8年）まで貴族院議員の地位にあった。婚姻はしておらず、子孫も無い。

## 栄典
- 1933年（昭和8年）6月1日 - 勲一等旭日桐花大綬章[8]

## 題材とした作品
小説『貴族』 - 島本久恵作。連載第九回に、発病した邦芳王と伏見宮家の描写がある。